# Господиня (оповідання)
«Господиня» (англ. The Landlady) — доросле оповідання британського письменника Роальда Дала, написане у жанрі жахів. Уперше видане 28 листопада 1959 року в журналі «The New Yorker». Увійшло до збірок «Цьом-цьом» (англ. Kiss Kiss) 1960 року, «Зібрана коротка проза» (англ. Collected Stories) 2006 року.
У 1960 році «Господиня» отримала  премію «Едгар» в номінації «Найкраще оповідання».
Оповідання було адаптовано кілька разів.
Українською мовою оповідання видано видавництвом «А-ба-ба-га-ла-ма-га» у 2016 році в збірці «Коняка Фокслі та інші дорослі оповідання» в перекладі Віктора Морозова.

## Сюжет
Сімнадцятирічний юнак з Лондона Біллі Вівер перебуває у відрядженні. Він прибуває до Бата вечірнім потягом близько дев'ятої години вечора. В Баті йому радять зупинитися наніч у «Дзвоні й драконі». Шукаючи готель, Біллі в одному з вікон помічає, друковане оголошення, причеплене до скла верхньої рами: «Нічліг і сніданок». Зазирнувши у вікно, він бачить яскраве вогнище в каміні, сплячу таксу, клітку з папугою. І вирішує, що йому буде тут краще ніж у «Дзвоні й драконі». Біллі дзвонить у двері, йому відкриває господиня середніх років. Він дізнається, що її пансіон надзвичайно дешевий. Жінка йому видається дещо пришелепкуватою, але дуже приємною. Розписуючись у гостьовій книзі, Біллі помічає лише два записи, обидва датовані понад два роки тому: Крістофер Малголенд і Ґрегорі В. Темпл – імена, які здаються йому напрочуд знайомими. Господиня запрошує Біллі на чай. Він пригадує, що Малголенд був учнем Ітонського коледжу, про зникнення якого повідомляли в газетах. Господиня запевняє Біллі, що її Малголенд навчався в Кембриджі, і що Малголенд і Темпл все ще живуть нагорі в її пансіоні. Попиваючи чай, що мав смак гіркого мигдалю та не сильно йому подобався, Біллі з подивом виявляє, що папуга й такса, яких він бачив у вікні, опудала. Він питає господиню, чи не було в неї ще гостей після цих двох з гостьової книги. Господиня відповідає: «Ні, мій дорогенький. Нікого крім тебе».
Тобто йдеться про те, що господиня отруїла чай Біллі ціанідною кислотою та має намір з його трупа зробити опудало, як вона це вже зробила з Малголендом і Темплом.

## Історія написання
У вступі до «Книги історій про привидів Роальда Дала» (англ. Roald Dahl's Book of Ghost Stories), антології, що складається з чотирнадцяти творів різних письменників, які він вибрав як найкращі в жанрі, Дал зазначає, що завжди хотів написати твір про привидів, але йому ніколи не вдавалося цього зробити. Одного разу йому здалося, що нарешті вдалося — він написав такий твір. Це було оповідання, яке тепер відоме як «Господиня». Коли оповідання було закінчене, Дал його переглянув і вирішив, що воно недостатньо хороше й тому змінив кінцівку, зробивши без привидів.

## Адаптації
- Оповідання було адаптовано в 1961 році як однойменний епізод американського телесеріалу «Альфред Гічкок представляє» (англ. Alfred Hitchcock Presents). Головну роль у ньому виконав Дін Стоквелл.[5]

- У 1979 році за мотивами оповідання вийшов однойменний епізод британського телесеріалу «Байки про неочікуване» (англ. Tales of the Unexpected).[6]

## Видання українською мовою
- Дал, Роальд Коняка Фокслі та інші дорослі оповідання / Пер. з англ.: Віктор Морозов. — Київ: А-ба-ба-га-ла-ма-га, 2016. — (Доросла серія) — 368 с. ISBN 978-617-585-107-4
  - Господиня (із 203 с. по 214 с.)